# 鏡は横にひび割れて
『鏡は横にひび割れて』（かがみはよこにひびわれて、原題：The Mirror Crack'd from Side to Side）は、1962年に刊行されたアガサ・クリスティの推理小説。ミス・マープル・シリーズの長編第8作目にあたるとともにクラドック警部が登場する長編第3作目である。
本作の題名は、アルフレッド・テニスンの詩『シャロット姫』 (en:The Lady of Shalott) を由来としている。

## あらすじ
ジェーン・マープルはセント・メアリー・ミードで散歩中に倒れる。彼女はバドコック夫人に助けられ、自分の家で休むことになる。二人でお茶を飲みながらバドコック夫人は、最近この地域に引っ越してきてゴシントン・ホール（マープルの友人バントリー夫人の邸宅）を買ったアメリカの女優マリーナ・グレッグに昔会ったことがあると話す。
マリーナとその現在の夫である映画プロデューサーのジェイソン・ラッドは、セント・ジョン・アンビュランス（労働者に応急処置を普及させる非営利組織）を称える祭典を主催する。ゲストにはバントリー夫人、女優のローラ・ブルースター、マリーナの友人アードウィック・フェン、そしてバドコック夫妻。バドコック夫人はマリーナを捕まえて、数年前にマリーナが当時バミューダを訪れていたときに、そこで働いていた自分と出会ったという長い話を切り出す。当時彼女は病気だったが、マリーナの大ファンだったので、病床を離れて大好きなスターに会いに行き、サインをもらったのだという。その会話の近くに立っていたバントリー夫人は、バドコック夫人が話す間、マリーナが奇妙な表情をしていることに気づく。そしてしばらくして、バドコック夫人は突然倒れ、死亡してしまう。
バントリー夫人がマープルに事件を説明するが、その際に『シャロット姫』という詩の一節（この詩のヒロインに呪いが降りかかる）を引き合いに出して、マリーナの様子を描写する。
捜査を担当することになったクラドック主任警部は、バドコック夫人の死因が精神安定剤「カルモ」を推奨量の6倍も摂取したことだと突き止める。その薬は、マリーナのダイキリに入っており、自分の飲み物をこぼしたバドック夫人にマリーナが手渡したものだった。
クラドックは、被害者になるはずだったと思われるマリーナの複雑な過去に踏み込む。子供がなかなか授からなかった彼女は3人の養子を迎えたが、その後でようやく息子を授かるものの知的障害児であったため、神経衰弱に陥ってしまったのだった。養子の一人、マーゴット・ベンスは、祭りの日に会場のゴシントン・ホールに来ていた。養母に悪感情を抱きながらも、彼女はマリーナの飲み物に薬を入れたことは否定する。
捜査が進む中、さらに二人の人物が殺される。ラッドの秘書エラ・ジーリンスキーは花粉症治療の噴霧器に毒を入れられて死亡、マリーナの執事ジュゼッペはロンドンで一日を過ごし、銀行口座に500ポンドを入金したその夜、撃たれてしまう。アードウィック・フェンはクラドックに、数日前に「お前がバドコック夫人を殺した犯人だ」という電話を受けたが、その匿名の電話の主がくしゃみをしたのでジーリンスキーだと分かったと話す。
マープルのお手伝いチェリー・ベイカーは、祭りの日にゴシントン・ホールで給仕をしていた友人のグラディスが、マリーナがバドコック夫人の飲み物をわざとこぼしたのを目撃しており、彼女は生前のジュゼッペに会うつもりだった、とマープルに話す。マープルはグラディスをボーンマスへ休暇に送り出すが、その後ゴシントン・ホールへ行くと、マリーナが薬物過剰摂取で眠っている間に死亡しているのを知る。
マープルは、マリーナが殺人犯に違いないと推理したことをラッドとクラドックに説明する。バドコック夫人は、バミューダでマリーナにサインを求めたとき、風疹にかかっていた。当時妊娠初期だったマリーナはこの病気に感染し、子が障害を持って生まれ、その後彼女自身も神経衰弱に陥ってしまった。バントリー夫人が祭りの会場で見たマリーナの表情は、そのときのことを喋っているバドコック夫人の後ろの壁に飾られていた聖母子像を見て、ようやく自分の身に起こったことの原因を悟ったためであった。憤ったマリーナは、自分のダイキリにカルモを入れ、バドコック夫人の腕を揺すって飲み物をこぼさせ、代わりに自分の薬入りの方を飲ませたのだった。マリーナは自分の犯罪を隠すために、自分が殺人のターゲットになったと周囲に思い込ませようとした。彼女はジーリンスキーとジュゼッペに自分の関与を推測され、ジュゼッペに脅迫されたので殺害した。マープルは、グラディスがマリーナの次の犠牲者にならないよう保護するため、グラディスに暇を出したのだった。
マープルは、マリーナがこれ以上罪を重ねるのを防ぐためにラッドが薬を盛ったと信じていることをほのめかす。ラッドは妻の美しさと彼女が耐えた苦痛についてコメントし、物語は終わる。

## 登場人物
ジェーン・マープル
セント・メアリ・ミード村に住む探偵好きな独身の老婦人。
ドリー・バントリー
バントリー大佐の妻。ジェーンの親友。ゴシントン・ホールの元の持ち主。
ミス・ナイト
ジェーンの付き添いの婦人。
チェリー・ベイカー
マープル宅のメイド。
ジム・ベイカー
チェリーの夫。
マリーナ・グレッグ
アメリカの映画女優。ゴシントン・ホールを購入。
ジェースン（ジンクス）・ラッド
映画監督。マリーナの夫。
エラ・ジーリンスキー
ジェースンの秘書。
ヘイリー・プレストン
ジェースンの助手
ヘザー・バドコック
セント・メアリー・ミードの住人。野戦病院協会幹事。
アーサー・バドコック
ヘザーの夫。
マーゴット・ベンス
女流写真家。
ローラ・ブルースター
映画女優。
アードウィック・フェン
マリーナの友達。
グラディス・ディクスン
食堂アルバイト。チェリーの友人。
ジュゼッペ
ゴシントン・ホールの召使頭。
モーリス・ギルクリスト
マリーナの主治医。
ドナルド・マックニール
新聞記者。
フランク・コーニッシュ
警部。
ダーモット・クラドック
スコットランドヤードの主任警部。
ウィリアム・ティドラー部長刑事。クラドックの部下。

## マリーナ・グレッグのモデル
アガサ・クリスティ財団の公式サイトでは、クリスティがグレッグを書くにあたって、アメリカの女優ジーン・ティアニーの人生に「影響を受けた」ことが示唆されている。
ティアニーは第一子を妊娠中、1943年6月にハリウッド・キャンティーンに参加した際に風疹に感染した。赤ちゃんは先天性風疹症候群を患い、低体重のまま早産で生まれ、全血輸血を必要とした。医師は出産当日に、早産と子どもの心身の障害は、母親が妊娠の最初の4か月間に風疹に感染したためだと両親に告げたが、非常に受け入れがたいニュースであった.。
聾唖、半盲、発達障害のこの子は、その後、精神病院に収容されることになった。その出産から約2年後、ガーデンパーティーで一人の女性がティアニーにサインを求めた。その女性は、当時風疹にかかっていたが検疫をスキップしてハリウッド・キャンティーンを訪れ、ティアニーに会ったと言った。
クリスティが小説を書いた16年後に、ティアニーは自伝の中でその出来事について述べている。
『アガサ・クリスティの秘密ノート（下）』の中には、”アメリカの読者からジーン・ティアニーの人生における悲劇に対して無神経だと苦情があり、クリスティはそのことについてはずっとあとになるまで知らなかったという返事が出されたにもかかわらず、時々その非難は再燃している”との記述がある。

## 映像化

### 映画
『クリスタル殺人事件』 イギリス 1980年
- ミス・マープル: アンジェラ・ランズベリー
- マリーナ・グレッグ: エリザベス・テイラー
- ジェイソン・ラッド: ロック・ハドソン
- マーティ・N・フィン: トニー・カーチス
- ローラ・ブルースター: キム・ノヴァク

শুভ মহরৎ インド 2003年

### テレビドラマ

#### イギリスのテレビドラマ
ミス・マープル『鏡は横にひび割れて』
第12話  イギリス1992年放送
内容は原作にほぼ沿っているが、原作とは異なってこのシリーズ準レギュラーのスラック警部が登場する。
- ミス・マープル: ジョーン・ヒクソン
- マリーナ・グレッグ: クレア・ブルーム
- ジェイソン・ラッド: バリー・ニューマン
- ドリー・バントリー: グウェン・ワトフォード
- ヘザー・バドコック: ジュディ・コーンウェル
- スラック警部: デイヴィッド・ホロヴィッチ
- クラドック警部: ジョン・キャッスル

アガサ・クリスティー ミス・マープル『鏡は横にひび割れて』
シーズン5 エピソード4（通算第20話）  イギリス2011年放送
内容は原作にほぼ沿っている。
- ミス・マープル: ジュリア・マッケンジー
- マリーナ・グレッグ: リンゼイ・ダンカン
- ドリー・バントリー: ジョアンナ・ラムレイ
- ヘイリー・プレストン: ブレナン・ブラウン
- ヴィンセント・ホッグ: マーティン・ジャーヴィス
- ローラ・ブルースター: ハンナ・ワディンガム

#### 日本のテレビドラマ
- 『大女優殺人事件』2007年: 主演は岸惠子。

- 『アガサ・クリスティ 二夜連続ドラマスペシャル 大女優殺人事件〜鏡は横にひび割れて〜』2018年